# Лаборатория Салахова
МБОУ Гимназия «Лаборатория Салахова» — государственная общеобразовательная школа г. Сургута.

## История гимназии
Сургутская общеобразовательная гимназия была создана 20 декабря 1990 года, а 30 августа 1991 года в неё был зачислен первый набор учащихся с 1 по 11 классы. В основу работы гимназии была положена концепция центра непрерывного образования, включающего дошкольный, начальный и средний общеобразовательный уровни.
В 1991 году гимназия «Лаборатория Салахова» была экспериментальной площадкой Министерства образования РФ по теме «Личностно ориентированный план». В 2000 году — площадка для опробования и внедрения системы экстерната и дистанционного обучения в рамках совместного проекта гимназии и Санкт-Петербургского политехнического университета. В 2001 году — окружная экспериментальная площадка по теме «Образовательная программа гимназии — вариативная модель личностно ориентированного обучения». В 2002 году — федеральная экспериментальная площадка по теме «Создание гимназии-лаборатории как культурно-образовательной среды, ориентированной на саморазвитие личности учащихся».

## Современное положение дел
Главной особенностью гимназии является разноуровневая система обучения. Разноуровневое обучение даёт возможность оптимального распределения сил и времени учащегося в соответствии с его способностями и интересами. К 2004—2005 учебному году сложилась четырёхуровневая система обучения, которая предполагает более глубокую индивидуализацию работы с учащимися. Подразумевались уровни:
- 3В — низший
- 3Б — средний
- 3А — более высокий
- 4 — высший

Подобная уровненная система также присутствует в американской системе образования и нередко подвергается резкой критике из-за возможного предвзятого отношения к ученикам того или иного уровня. У учеников низких уровней более низкие требования к оценкам, отношение учителей к ним также более негативное, нежели к ученикам высоких уровней.
В систему образования была внедрена стобальная система оценивания, аналогичная американским школам:
- 90—100 — оценка «отлично»
- 78—89 — оценка «хорошо»
- 66—77 — оценка «удовлетворительно»
- 65 и ниже — оценка «неудовлетворительно».

Учебная кафедра школы утверждает, что высокие требования к оценкам приучают гимназистов приспосабливаться к любым «учебным ситуациям», что делает их одними из наиболее трудоспособных представителей полного среднего образования.

## Сюжет о переходе школ на свободное ПО
9 ноября 2010 года телекомпания СургутИнформТВ выпустила в эфир сюжет о переходе сургутских школ на свободное программное обеспечение — «Linux против Windows». Автор сюжета, Дарья Мельникова, утверждает, что в операционных системах семейства Linux в принципе нет программ для работы с графикой, что не соответствует действительности (примеры программ: Gimp, Inkscape, Scribus). Также приводятся слова «самого опытного в Сургуте преподавателя информатики»:

Преимуществ никаких у линукса перед windows нет, наоборот, у него есть ещё и недостатки— Сергей Митрофанов, заместитель директора по информационным технологиям гимназии «Лаборатория Салахова»
После публикации сообщения о сюжете на популярных сайтах, 10 ноября количество посетителей значительно возросло. На форуме и в комментариях к статье началась очередная бурная дискуссия — сравнение Microsoft Windows и Linux. После этого, 12 ноября телекомпания выпустила сюжет с «работой над ошибками», в которой они назвали себя дилетантами и сделали вывод, что «неважно, на каком ПО школьники освоят необходимые знания и навыки».

## Некоторые традиции

### Дни науки
В рамках Дней науки проводится ряд мероприятий: интеллектуальный марафон, научные конференции, посвящение в научное общество «Грани»,
встреча с бизнесменами города. Первые Дни науки прошли 22—24 мая 1995 года, а спустя 4 года была организована юниорская лига, и в Днях науки стали принимать участие ученики 4—6-х классов. Дни науки обычно посвящены определённой тематике — юбилеям великих учёных, писателей, знаменательным событиям.

### Туристические и преподавательские слёты
Одним из самых долгожданных и приятных событий гимназисты, безусловно, считают турслёт в лесопарке «парк на Сайме», который проводится в сентябре, а подготовка к нему ведётся с начала года. В первые туристический слёт был проведён в 1992 году, тогда же были созданы команды туристов «Роза ветров» и «Летучий голландец». На слётах происходит единение педагогов, родителей, детей через участие в соревнованиях, обустройство бивака, приготовление обеда, исполнение походных песен и тесного общения у пылающего костра.
Лаборатория Салахова принимала у себя первый слёт участников Всероссийского конкурса «Учитель года России» в 1994 году. Слёт вернулся в Сургут ещё раз после 13-летнего перерыва.

### День рождения гимназии
18 октября 1991 года в торжественной обстановке была презентация гимназии как образовательного учреждения нового типа. Этот день стал Днём рождения гимназии и отмечается ежегодно. Поздравления от общественности, родителей, выпускников сменяются яркими представлениями и играми, организованными учителями и гимназистами, самыми любимыми стали КВН «праздники и будни гимназии» между учениками и преподавателями, награждение победителей олимпиад, Посвящение в гимназисты, баскетбол-шоу, интеллектуальные игры, Литературное кафе, сеанс одновременной игры в шахматы.

## Качество преподавания, награды, отличия
В 2006 году гимназия «Лаборатория Салахова» заняла первое место в конкурсе «Лучшие школы Ханты-Мансийского автономного округа — Югры», проводившемся Департаментом образования и науки Ханты-Мансийского автономного округа — Югры, после чего вошла в число лауреатов всероссийского конкурса «Лучшие школы России» под эгидой Министерства образования Российской Федерации.
Гимназия «Лаборатория Салахова» была отмечена золотой медалью Института бизнеса и управления INSAM в номинации «За бизнес, престиж и репутацию».
Воспитанники «Лаборатории Салахова» неоднократно добивались успеха на предметных олимпиадах вплоть до всероссийского уровня. Так, только в мае 2010 года четыре учащихся «Лаборатории Салахова» попали в число призёров Всероссийских олимпиад по химии, русскому языку и истории.

## Педагогический коллектив
В гимназии трудятся 137 учителей разных категорий, из их числа девять имеют звание «Заслуженный учитель Российской Федерации». Особенностью гимназии является система кафедр, схожая с вузовской. В настоящее время работают следующие кафедры: дошкольного обучения, начального обучения,
гуманитарная, общественных наук, иностранных языков, точных наук, естественных наук, информационных технологий, эстетического воспитания, физической культуры.
Директором школы с момента её основания был Валерий Шейхевич Салахов, Заслуженный учитель школы РСФСР, кавалер ордена Почёта и медали К. Д. Ушинского, лауреат премии Правительства Российской Федерации в области образования (2003), обладатель звания «Россиянин года-2005» в номинации «Российский учитель», почётный гражданин Сургута и депутат Сургутской городской думы. В октябре 2016 года Салахов заявил об уходе с поста директора гимназии с целью сосредоточиться на работе в думе Югры. Новым директором был назначен бывший заместитель мэра Сургута по правовым вопросам Алексей Савенков. Через полтора года А. И. Савенков оставил пост директора гимназии. Руководство гимназией приняла Татьяна Викторовна Кисель, бывший директор Сургутского естественно-научного лицея.